# Моэ Поати I
Моэ Поати I (фр. Moe Poaty I) — король Лоанго в 1773—1787 годах.

## Биография
В 1766 году умирает Н’Гангве М’Вумбе Макоссо Ма Номбо, девятый и последний король из династии Буванджи, основателей королевства Лоанго. Население больше не поддерживало зверства Буванджи, после чего последовало долгое междуцарствие, длившееся 7 лет между 1766 и 1773 годами. Затем регентство осуществлялось двадцатью семью исконными кланами Нконго Вили, которые заявили об общем происхождении благодаря мифическому герою Бунзи. После династического разрыва 27 кланов отправили делегацию в деревню Банана, недалеко от Моанды.
Королевская власть сводилась к религиозным действиям, в дополнение к налоговым привилегиям на работорговлю и административным назначениям. Вскоре она ограничивалась множеством запретов, а реальная власть передалась министрам и губернаторам семи провинций, выбранным кланами.